# Arctops
Os Arctops constituem um gênero de terapsídeos que teriam habitado a porção Sul do continente africano.

## Espécies
- Arctops ferox (=? Aelurognathus ferox)
- Arctops kitchingi (=? Scylacognathus kitchingi)
- Arctops? minor
- Arctops watsoni (=? Scylacognathus parvus, =? Scylacognathus robustus)
- Arctops willistoni